# ناثان ويب (محامي)
ناثان ويب (بالإنجليزية: Nathan Webb)‏ هو قاضي ومحامي أمريكي، ولد في 7 مايو 1825، وتوفي في 8 نوفمبر 1902.